# Charles N'Zogbia
Charles N'Zogbia (Harfleur, 28 maggio 1986) è un ex calciatore francese, di ruolo centrocampista.

## Carriera

### Club
Cresciuto nelle giovanili del Le Havre, nel 2004 viene notato dal Newcastle United Football Club che lo fa entrare nella sua rosa. Con l'allenatore Sam Allardyce è titolare nella stagione 2005-2006.
Il 30 gennaio 2009, ultimo giorno di calciomercato, passa al Wigan Athletic, che lo paga 6 milioni di sterline ed include nell'affare il cartellino di Ryan Taylor.
Il 29 luglio 2011 si trasferisce all'Aston Villa per un importo di circa 10,8 milioni di euro.

### Nazionale
In Nazionale, dopo 2 presenze con la selezione francese Under-16, è arrivato fino all'esordio con la Nazionale Under-21, per la quale è stato selezionato 13 volte.
L'11 agosto 2010 esordisce con la Nazionale maggiore, giocando i primi 45 minuti dell'amichevole contro la Norvegia.

## Statistiche

### Presenze e reti nei club
Statistiche aggiornate al 24 maggio 2015.
| Stagione                | Squadra                 | Campionato              | Campionato | Campionato | Coppe nazionali | Coppe nazionali | Coppe nazionali | Coppe continentali | Coppe continentali | Coppe continentali | Altre coppe | Altre coppe | Altre coppe | Totale | Totale |
| Stagione                | Squadra                 | Comp                    | Pres       | Reti       | Comp            | Pres            | Reti            | Comp               | Pres               | Reti               | Comp        | Pres        | Reti        | Pres   | Reti   |
| ----------------------- | ----------------------- | ----------------------- | ---------- | ---------- | --------------- | --------------- | --------------- | ------------------ | ------------------ | ------------------ | ----------- | ----------- | ----------- | ------ | ------ |
| 2004-2005               | Newcastle United        | PL                      | 14         | 0          | FACup+CdL       | 0+0             | 0+0             | CU                 | 3                  | 0                  |             | -           | -           | 17     | 0      |
| 2005-2006               | Newcastle United        | PL                      | 32         | 5          | FACup+CdL       | 1+0             | 0+0             |                    | -                  | -                  |             | -           | -           | 33     | 5      |
| 2006-2007               | Newcastle United        | PL                      | 22         | 0          | FACup+CdL       | 1+0             | 0+0             | CU                 | 7                  | 0                  |             | -           | -           | 30     | 0      |
| 2007-2008               | Newcastle United        | PL                      | 32         | 3          | FACup+CdL       | 3+1             | 0+0             |                    | -                  | -                  |             | -           | -           | 36     | 3      |
| 2008-2009               | Newcastle United        | PL                      | 18         | 1          | FACup+CdL       | 2+2             | 0+0             |                    | -                  | -                  |             | -           | -           | 22     | 1      |
| Totale Newcastle United | Totale Newcastle United | Totale Newcastle United | 118        | 9          |                 | 10              | 0               |                    | 10                 | 0                  |             |             |             | 138    | 9      |
| gen. 2008-2009          | Wigan                   | PL                      | 13         | 1          | FACup+CdL       | 0+0             | 0+0             |                    | -                  | -                  |             | -           | -           | 13     | 1      |
| 2009-2010               | Wigan                   | PL                      | 36         | 5          | FACup+CdL       | 3+0             | 2+0             |                    | -                  | -                  |             | -           | -           | 39     | 7      |
| 2010-2011               | Wigan                   | PL                      | 34         | 9          | FACup+CdL       | 0+4             | 0+1             |                    | -                  | -                  |             | -           | -           | 38     | 10     |
| Totale Wigan            | Totale Wigan            | Totale Wigan            | 83         | 15         |                 | 7               | 3               |                    |                    |                    |             |             |             | 90     | 18     |
| 2011-2012               | Aston Villa             | PL                      | 30         | 2          | FACup+CdL       | 0+2             | 0+0             |                    | -                  | -                  |             | -           | -           | 32     | 2      |
| 2012-2013               | Aston Villa             | PL                      | 21         | 2          | FACup+CdL       | 2+5             | 0+1             |                    | -                  | -                  |             | -           | -           | 28     | 3      |
| 2013-2014               | Aston Villa             | PL                      | 0          | 0          | FACup+CdL       | 0+0             | 0               | -                  | -                  | -                  | -           | -           | -           | 0      | 0      |
| 2014-2015               | Aston Villa             | PL                      | 27         | 0          | FACup+CdL       | 3+0             | 0               | -                  | -                  | -                  | -           | -           | -           | 30     | 0      |
| Totale Aston Villa      | Totale Aston Villa      | Totale Aston Villa      | 78         | 4          |                 | 12              | 1               |                    |                    |                    |             |             |             | 90     | 5      |
| Totale carriera         | Totale carriera         | Totale carriera         | 276        | 27         |                 | 29              | 4               |                    | 10                 | 0                  |             |             |             | 315    | 31     |

### Cronologia presenze e reti in Nazionale
| Cronologia completa delle presenze e delle reti in nazionale ― Francia | Cronologia completa delle presenze e delle reti in nazionale ― Francia | Cronologia completa delle presenze e delle reti in nazionale ― Francia | Cronologia completa delle presenze e delle reti in nazionale ― Francia | Cronologia completa delle presenze e delle reti in nazionale ― Francia | Cronologia completa delle presenze e delle reti in nazionale ― Francia | Cronologia completa delle presenze e delle reti in nazionale ― Francia | Cronologia completa delle presenze e delle reti in nazionale ― Francia |
| Data                                                                   | Città                                                                  | In casa                                                                | Risultato                                                              | Ospiti                                                                 | Competizione                                                           | Reti                                                                   | Note                                                                   |
| ---------------------------------------------------------------------- | ---------------------------------------------------------------------- | ---------------------------------------------------------------------- | ---------------------------------------------------------------------- | ---------------------------------------------------------------------- | ---------------------------------------------------------------------- | ---------------------------------------------------------------------- | ---------------------------------------------------------------------- |
| 11-8-2010                                                              | Oslo                                                                   | Norvegia                                                               | 2 – 1                                                                  | Francia                                                                | Amichevole                                                             | -                                                                      | 46’                                                                    |
| 9-6-2011                                                               | Varsavia                                                               | Polonia                                                                | 0 – 1                                                                  | Francia                                                                | Amichevole                                                             | -                                                                      | 74’                                                                    |
| Totale                                                                 |                                                                        | Presenze                                                               | 2                                                                      |                                                                        | Reti                                                                   | 0                                                                      |                                                                        |